# ドモジェドヴォ航空
ドモジェドヴォ航空（ロシア語 Домодедовские авиалинии、英語 Domodedovo Airlines）はロシアの航空会社。モスクワに本拠地を置きロシアやCISの国々、特に極東ロシアに定期便を持つ。またヨーロッパや東南アジア、中国に対して限定的なチャーター便も飛ばしている。ハブ空港はモスクワのドモジェドヴォ空港。

## 歴史
ドモジェドヴォ航空は1964年に、一部のアエロフロート便のモスクワ発着空港がヴヌーコヴォ国際空港からドモジェドヴォ空港に移管したのに伴いDomodedovo United Air Detachmentという社名でアエロフロートの一部として設立された。この部門は主にソビエト連邦内において、モスクワから極東ロシアや中央アジアの共和国などに向かう長距離線のサービスを担当していた。
しかし同年5月にはモスクワからハバロフスクまでの最初の独自便をツポレフTu-114で就航させ、1978年には国内線としては6800km（東京〜パキスタンのカラチとほぼ同等）と世界最長の距離となるモスクワ発ペトロパブロフスク・カムチャツキー行の便をイリューシンIl-62で開設することに成功している。そして1979年、社名をDomodedovo CAPAに変更した。
1993年1月、Domodedovo CAPAはアエロフロートから正式に分離し、1998年にDomodedovo CAPAがドモジェドヴォ空港の運営部門と航空路の運航部門にさらに分離したことで、現在の組織体系であるドモジェドヴォ航空が誕生した。2001年には部分的に民営化され、2004年に同じロシアの航空会社であるクラス・エアとともに、エア・ブリッジという共同運営会社を設立しお互いのネットワークやサービスを相補している（エア・ブリッジは2005年にエアユニオンに改名している）。

## 就航都市
- ロシア
  - モスクワ（ドモジェドヴォ空港）
  - ハバロフスク（ハバロフスク空港）
  - ウラジオストク（ウラジオストク空港）
  - ユジノサハリンスク（ユジノサハリンスク空港）
  - エカテリンブルク（コルツォヴォ国際空港）
  - ヤクーツク（ヤクーツク空港）
  - クラスノヤルスク（イェメリャノヴォ空港）
  - ブラゴヴェシチェンスク（イグナチェヴォ空港）
  - アナディリ（ウゴリヌイ空港）
  - ペトロパブロフスク・カムチャツキー（エリゾヴォ空港）
- タジキスタン
  - ドゥシャンベ
- ウズベキスタン
  - タシケント
  - サマルカンド
  - フェルガナ
  - ブハラ
- アゼルバイジャン
  - バクー
  - ギャンジャ
- 中国
  - 北京
- エジプト
  - フルガダ

## 保有機材

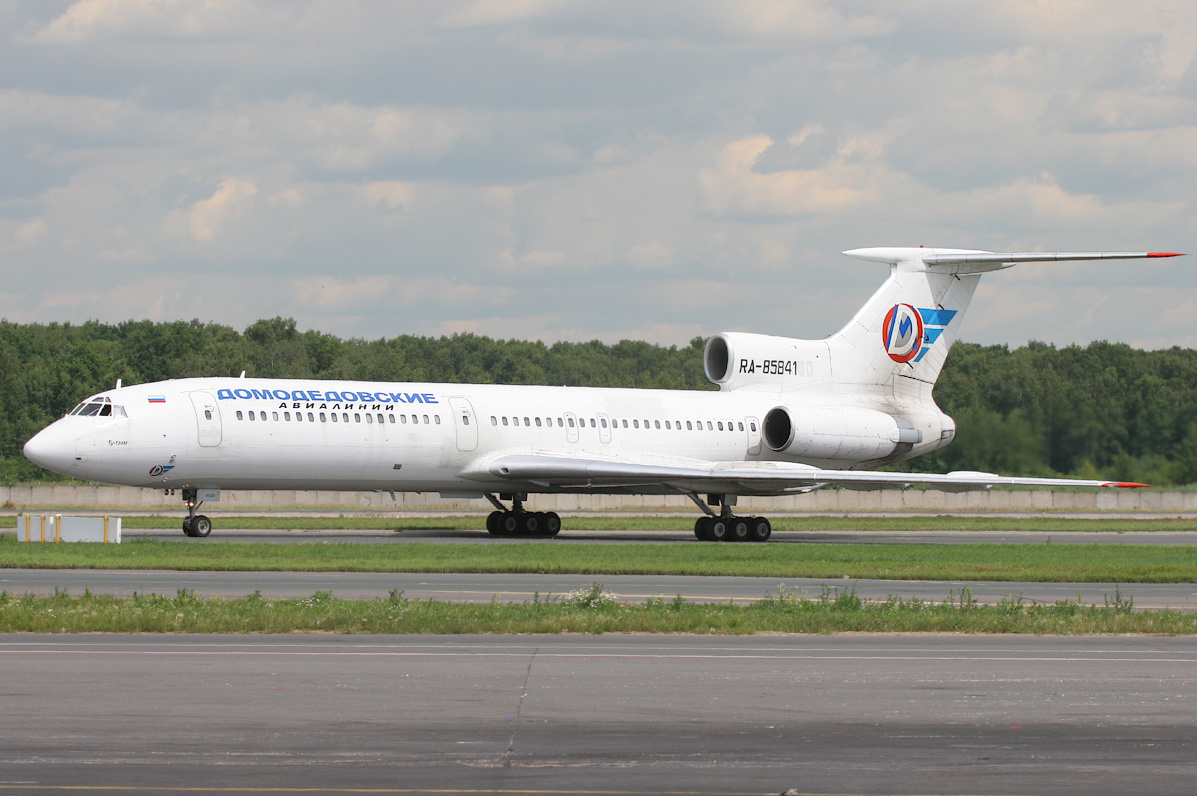
ツポレフ154型機

- イリューシンIl-96-300　5機
- イリューシンIl-62　5機
- ツポレフTu-154M　3機

上記以外にもボーイング767などをふくむクラス・エアの航空機も定期便に使用している。